# Vrhovo pri Mirni Peči
Vrhovo pri Mirni Peči – wieś w Słowenii, w gminie Mirna Peč. W 2018 roku liczyła 67 mieszkańców.